# Jerome B. Schneewind
Jerome Borges Schneewind (Mount Vernon, 17 de maio de 1930 – 8 de janeiro de 2024) foi um filósofo e professor emérito de filosofia na Johns Hopkins University.

## Biografia
Formou-se na Universidade Cornell, e cursou o seu doutorado na Universidade Princeton. Schneewind foi professor na Universidade de Chicago, Princeton, na Universidade Yale, na Universidade de Pittsburgh, e Hunter College da Universidade da Cidade de Nova Iorque. Fora dos EUA, lecionou na Universidade de Leicester, Universidade de Stanford, e na Universidade de Helsinki. Ele ministrou cursos sobre a história da ética, tipos de teoria ética, empiristas britânicos, ética kantiana, e pensamento utópico.
Ele já foi presidente da divisão leste da American Philosophical Association, e é membro da American Academy of Arts and Sciences.

## Morte
Schneewind morreu no dia 8 de janeiro de 2024, aos 93 anos.

## Obras
Schneewind escreveu várias obras, dentre elas vários artigos, e tem como obras de principal destaque os livros Sidgwick's Ethics and Victorian Moral Philosophy (1977), e The Invention of Autonomy (1998), traduzido para o português sob o título de “A Invenção da Autonomia” (Editora Unisinos, 2001). Sobre essa última obra, o historiador da filosofia Knud Haakonssen escreveu que ela “é, sem comparação, a melhor e mais ambiciosa história da ética moderna em inglês”. O seu livro Backgrounds of English Victorian Literature normalmente é apontado como uma boa introdução ao pensamento social e religioso vitoriano.
Também editou vários livros, dentre eles uma coleção de dois volumes de compilação de fontes de pesquisa chamada Moral Philosophy from Montaigne to Kant, uma tradução de Kant para o inglês com publicação pela Cambridge University Press, e uma coleção de ensaios sobre filantropia.